# Привольный (Кировская область)
Привольный — хутор в Богородском районе Кировской области. Входит в состав Богородского городского поселения.

## География
Находится на в 2,5—3 км к северо-востоку от районного центра посёлка Богородское.

## История
Название хутору присвоено в 2008 году.

## Население
| 2010 |
| ---- |
| 3    |

## Инфраструктура
Личное подсобное хозяйство.

## Транспорт
Просёлочная дорога от посёлка Богородское.